# Festungsgebiet Sargans

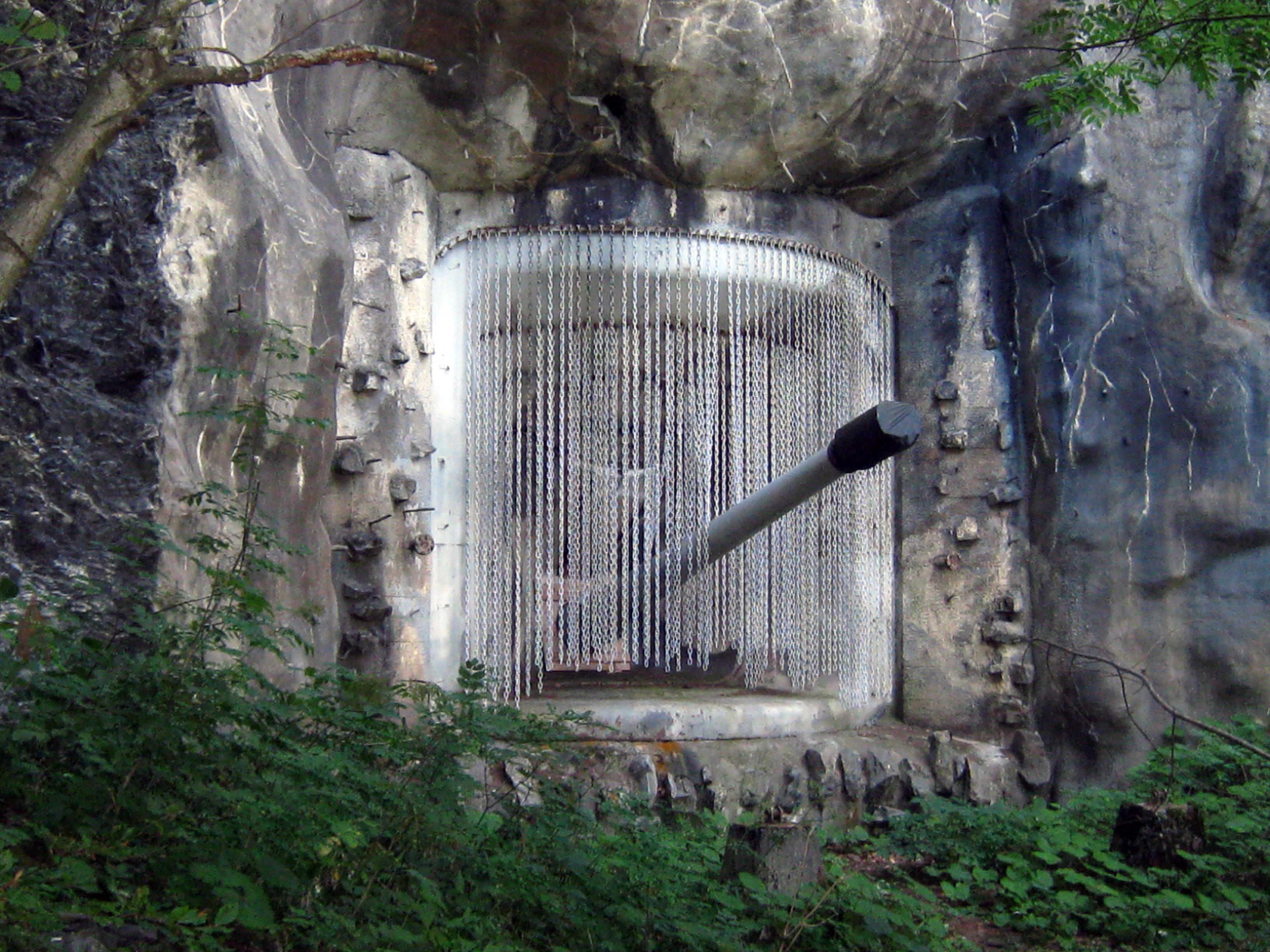
Scharte mit 15-cm-Festungskanone des Artilleriewerks Furggels

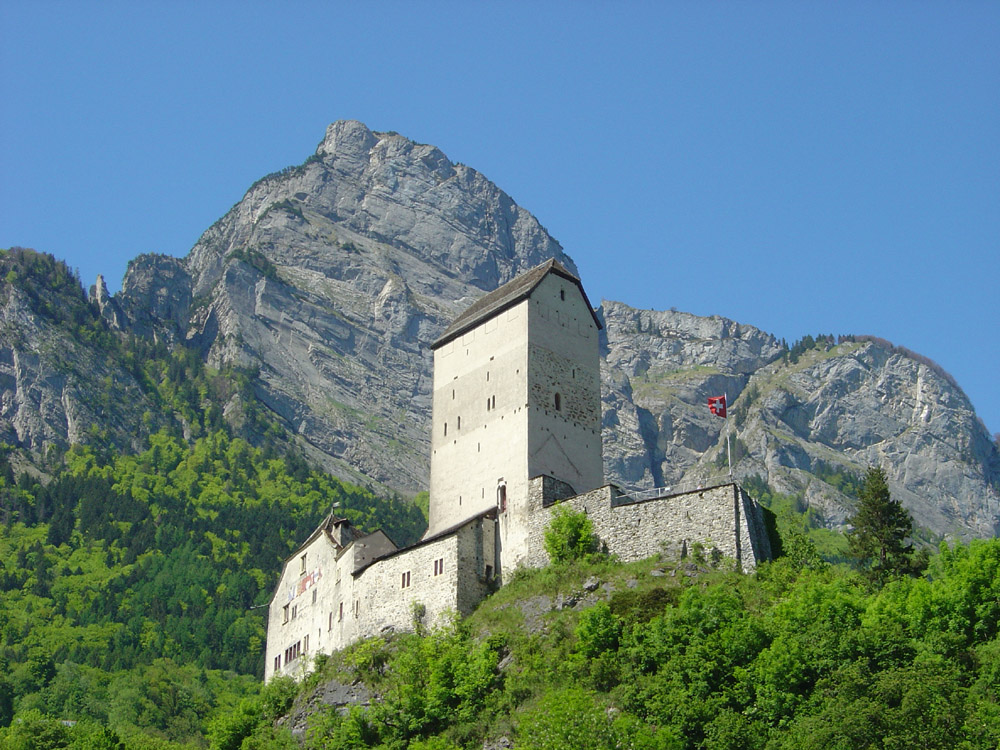
Schloss Sargans mit Gonzen

Das Festungsgebiet Sargans gehörte zusammen mit den Festungen Saint-Maurice und St. Gotthard zu den drei grossen Festungsräumen der Schweizer Armee im Reduit-Verteidigungsdispositiv des Zweiten Weltkriegs und während des Kalten Krieges. Es gehörte zur Festungsbrigade 13.

## Vorgeschichte
Die Festung Sargans, die damals Schloss und Städtchen umfasste, wurde 1282 erstmals urkundlich erwähnt. Mitte des 13. Jahrhunderts wurde die Burg Stammsitz der Grafen von Werdenberg-Sargans. Die Burgherren nutzten die strategisch gute Lage mit dem Gonzen im Rücken und dem Blick auf die Verkehrsachsen und sämtliche möglichen Angriffswege. Wer mit der Festung den Sarganser Kessel beherrschte, hatte im Osten der Eidgenossenschaft die Vormachtstellung. Von 1459 bis 1798 wurde Sargans von den Eidgenossen als Gemeine Herrschaft verwaltet.

## Rolle und Aufgaben der Festung Sargans
Im Bericht der Generalstabsabteilung an die eidgenössische Befestigungskommission vom 13. März 1939 wurde darauf hingewiesen, dass die Erhaltung der Verbindung mit dem Kanton Graubünden durch den Talkessel von Sargans von grosser Bedeutung für die gesamte Landesverteidigung sei. Diese Aufgabe könne nur mit einer stark ausgebauten und gut armierten Festung Sargans wirksam und erfolgversprechend gelöst werden.
Die Festung Sargans hatte drei Aufgaben zu erfüllen: Einen gegnerischen Vorstoss aus dem Raum Vorarlberg in Richtung Zentralschweiz zur Umgehung einer nach Nordosten gerichteten Armeestellung (Limmatlinie) zu unterbinden, sich einer Vereinigung oder Operationen gegeneinander der Streitkräfte Deutschlands und Italiens zu widersetzen und den eigenen Zugang der Walenseeachse offen zu halten. Um diese Aufgaben erfüllen zu können, musste die Sargans als Ringstellung gegen Norden, Osten und Süden – mit Schwergewicht der Nord-Ostfront als deutsches Aufmarschgebiet – gebaut werden.

## Festungsraum

### Strategische Lage
Der Kessel von Sargans liegt am Rhein, der ab  dem Fläscher Berg (1135 m ü. M.) vorgelagerten Ellhorn (758 m ü. M.) die östliche Landesgrenze bildet. In Richtung Chur teilt der Rhein das Gebiet in einen Ost- und Westabschnitt. Wichtige Nord-Süd- und Ost-West-Verkehrsachsen führen durch den Raum Sargans. Die Walenseeachse war die einzige wintersichere Verbindung des Kantons Graubünden mit der übrigen Schweiz. Die österreichische Arlbergachse stiess mit ihrer winterfesten Bahnverbindung im Vorfeld von Sargans an den Rhein.
Für die Verteidigungskonzeption musste berücksichtigt werden, dass die Achsen durch topografisch geformte Engnisse führen, welche jedoch viele Umgehungsmöglichkeiten bieten. Dabei war das zentral gelegene Ellhorn die eigentliche Achillesferse der Festung Sargans, weil es vor dem 1949 erfolgten Gebietsabtausch auf dem Staatsgebiet des Fürstentums Liechtenstein lag.

### Landes- und Abschnittsgrenzen (Uhrzeigersinn)

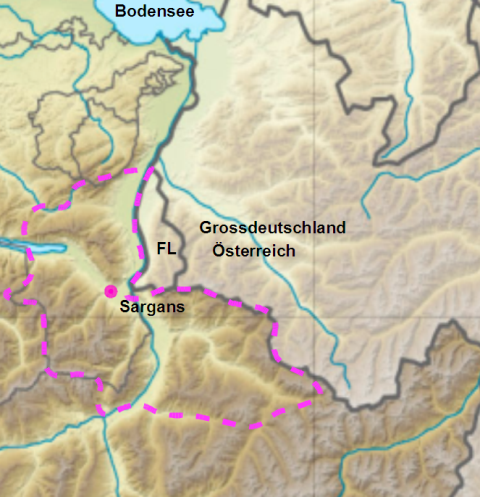
Festungsraum Sargans 1939

#### Abschnitt Landesgrenze
- ab Dreiländereck CH/FL/A* (* ab März 1938 Grossdeutschland) am Rhein (Lienz) – Fläsch – Ellhorn (FL) – Mittlerspitz – Falknis – Naafkopf (CH/FL/A) – Schesaplana – Plattenspitz (Seetal, Klosters-Serneus)

#### Abschnitt Grenzbrigade 12
- Plattenspitz (Klosters) – Laret (Davos) – Chur – Trimmis – Kunkelspass – Piz Segnas

#### Abschnitt 4. Armeekorps
- Piz Segnas – Spitzmeilen – Mitte Walensee (Kampfgruppe Glärnisch) – Leistkamm (Amden, 7. Division) – Wildhaus-Oelberg – Gams-Simmitobel – Dreiländereck CH/FL/A (Grenzbrigade 8) am Rhein (Lienz SG)

## Festungsbau

### Erste Pläne
1934 verlangte Genieoberst Hans Luzi Gugelberg von Moos von Maienfeld vom Bundesrat die Befestigung des Raumes Sargans mit der Begründung, dass die beiden Festungsräume Saint-Maurice und Gotthard nur drei von neun Alpenpässen sperren könnten und die unbefestigten sechs Bündnerpässe die letzte im Alpenwall vorhandene militärische Lücke darstellten.
Oberstkorpskommandant Heinrich Roost schlug in seinem Memorial zur Grenzbefestigungsfrage vor, angesichts der Aufrüstung der deutschen Wehrmacht die Strassen im Grenzgelände mit von Infanteriebunkern und Artillerie geschützte Tankbarrikaden und Sprengobjekten zu versehen, um einen militärischen Überfall abwehren zu können. Vom ersten Arbeitsbeschaffungsprogramm des Bundes könnte ein Teil für Grenzbefestigungsarbeiten eingesetzt werden. Der Waffenchef der Genietruppen schlug ein Sperrwerk bei Sargans aus vier 10,5 cm Kasematt-Kanonen vor. Für den neuen Generalstabschef, Jakob Labhart, hatte jedoch die Nordfront Priorität, wo ab 1936 am Rhein zwischen Stein am Rhein und Leibstadt mit dem Festungsbau begonnen wurde. Im Sommer 1936 untersuchte ein Ingenieuroffizierskurs den Raum Sargans und hob in der Projektstudie die Bedeutung des Schlüsselraums Sargans hervor.
Im Winter 1936/37 erarbeitete die Generalstabsabteilung ein umfassendes 52 Millionen-Franken-Programm für die Ostfront mit den beiden Artilleriewerken Ansstein und Schollberg sowie Tankbarrikaden für das St. Galler Rheintal als Grenzbefestigung Sargans.

### Fürstentum Liechtenstein und Ellhorn

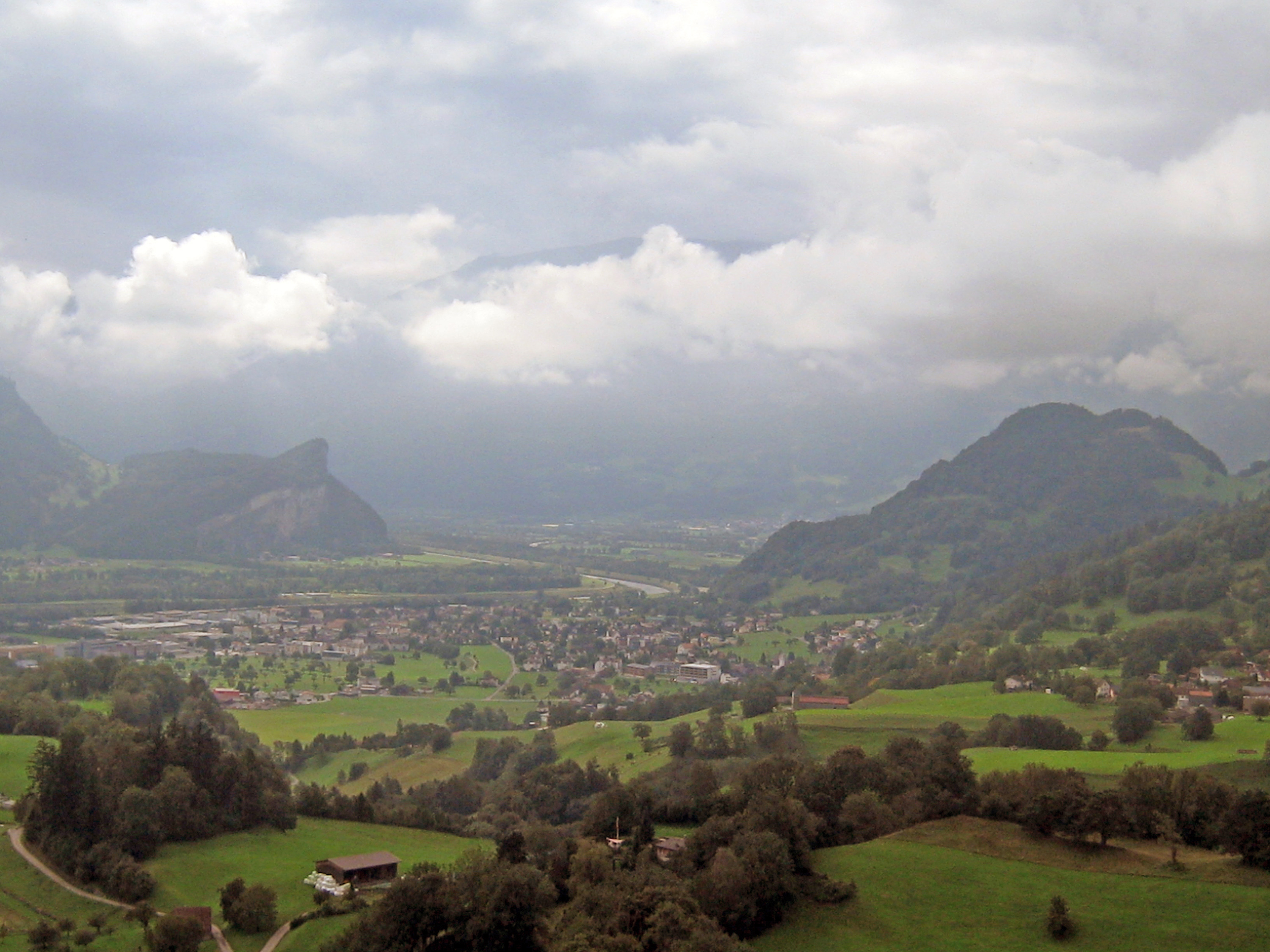
Ellhorn (links) und Maziferchopf (rechts), Sicht von der Festung Magletsch

Aus militärplanerischer Sicht war die Situation mit dem Fürstentum Liechtenstein eine Knacknuss, insbesondere weil man dessen Anschluss an Österreich befürchtete. Schon 1934 hatte Genieoberst Hans Luzi Gugelberg von Moos vorgeschlagen, mit Liechtenstein einen Gebietsabtausch für das Ellhorn vorzunehmen. Als der Bundesrat 1938 diesen Vorschlag umsetzen wollte, war es zu spät, weil Nazi-Deutschland dafür sorgte, dass es zu keinem Landabtausch kam. 1938 erkannte die Generalstabsabteilung die grosse Bedeutung des Fürstentums Liechtenstein für die Landesverteidigung, die zur Entwicklung von drei Planvarianten führten: erstens den Bau von Befestigungen auf Liechtensteiner Gebiet, zweitens ein Besetzungsrecht und drittens ein Belassen des Ist-Zustandes. Die Diskussion um den Einbezug des Fürstentums Liechtenstein war mit ein Grund für die späte Inangriffnahme der dritten Landesfestung.
1949 konnte die Schweiz das Ellhorn durch einen Landabtausch mit dem Fürstentum Liechtenstein erwerben und ab 1953 wurde dort ein kleines Panzerabwehrwerk gebaut und der Felsrücken des Ellhorns und das ganze Festungsgebiet mit zahlreichen Unterstandskavernen gesichert. 1985 wurde das Werk Ellhorn entwaffnet und nur noch als Unterstand benutzt.

### Baubeginn

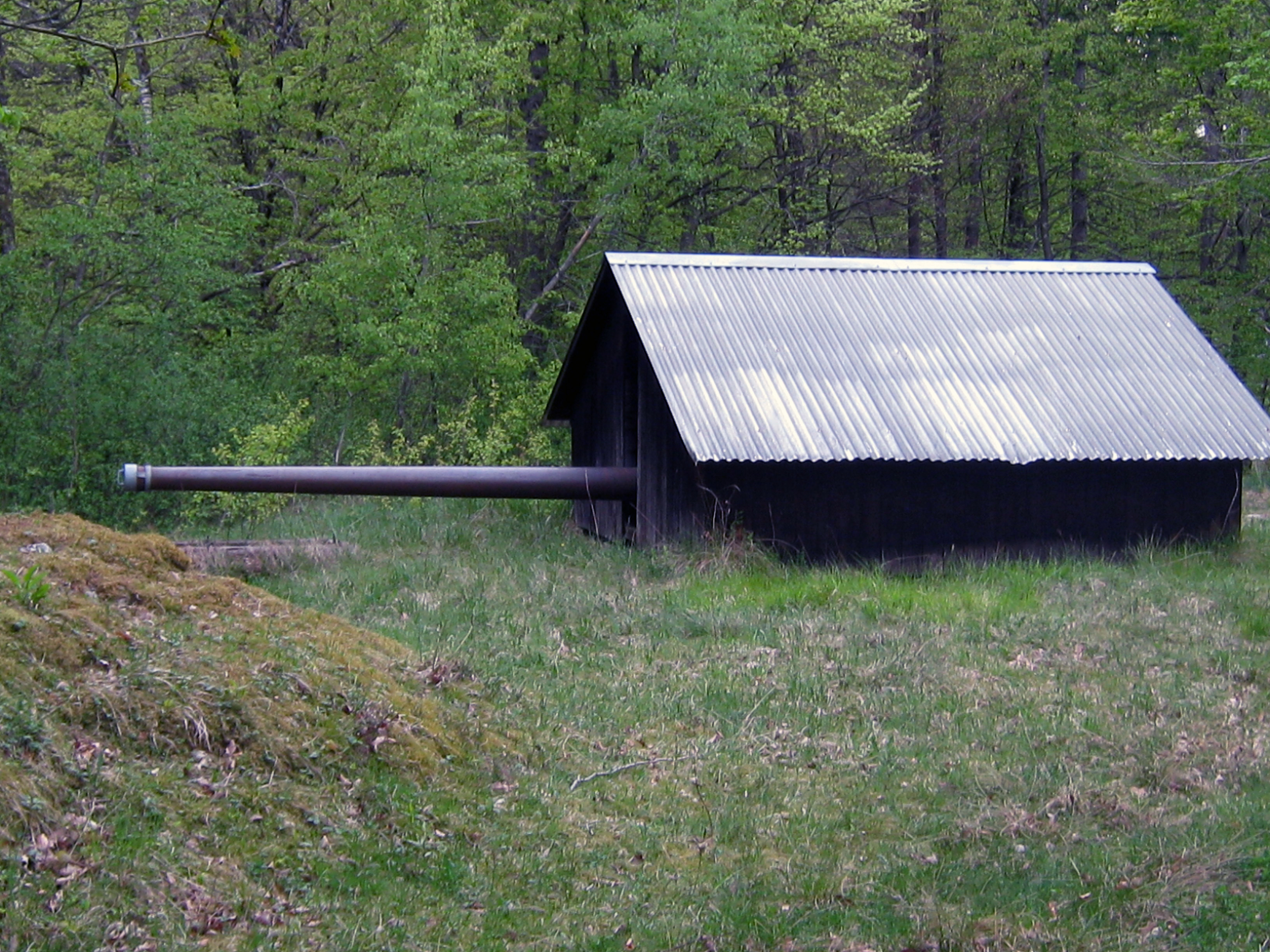
Turmkanone des Artilleriewerks Castels

Im April 1939 wurde das Grundgerippe der Festung Sargans mit den definitiven Standorten für die Werke Furkels, Kastels und Magletsch von der Befestigungskommission verabschiedet. Mit dem Bau sollte ab Oktober 1939 begonnen werden und die Festungswerke sollten bis Ende 1943 fertig sein.
Für das neue, auf 36 Mio. Franken reduzierte, Projekt wurden folgende Prioritäten festgelegt: Vollendung der bereits begonnenen Sperren bei Schollberg und Ansstein, Bau der Werke Furggels und Castels mit dem Gegenwerk Festung Passati, der Seilbahn auf die Jeninseralp und der Kavernen oberhalb des Voralpsees und als letzte Priorität der Bau des Werkes Magletsch sowie der Maschinengewehrstände zwischen Schollberg und Rheinknie unterhalb des Ellhorns und am Rhein. Am 31. August 1939, einen Tag vor Beginn des Zweiten Weltkriegs, wurde das Projekt Festung Sargans vom Bundesrat bewilligt.

## Zweiter Weltkrieg
Am 29. August 1939 befahl der Bundesrat die Mobilmachung für den neu geschaffenen Grenzschutz. Vier Tage später wurde die ganze Armee mobilisiert und das Grenzregiment 57 rückte in Sargans ein. Der Kommandant der Festung Sargans, Oberstbrigadier Fritz Gubler, erhielt von General Henri Guisan zusätzlich zum Festungsbau den Auftrag mit dem Infanterieregiment 57 die Zugänge zum Talkessel Sargans zu sperren. Von der Festung Sargans waren nur die ursprünglich zur Grenzsicherung gedachten Festungen Schollberg (Trübbach, Wartau) und in Ansstein (Fläscherloch, Maienfeld) mit vier 7,5 cm Kanonen feuerbereit.
Der Operationsbefehl Nr. 1 legte für die Festung Sargans eine Rundumverteidigung fest, was ein völlig neues Abwehrdispositiv erforderte. Zur Verstärkung erhielt Sargans mobile Artillerie und Infanterie. Der Arbeitermangel wegen der Mobilmachung verzögerte den Festungsbau, so dass mit den grossen Turmwerken erst im Oktober 1939 begonnen werden konnte. Am 1. Januar 1940 wurde die Festung Sargans zur Heereseinheit (Division) ernannt und verfügte nun über 12 Infanteriebataillone. 1940 wurden Artilleriewerke und zahlreiche Bunker, Unterstände und Tankhindernisse im Bereich der Nordfront gebaut sowie Beobachtungs- und Kommandoposten in geschützten Anlagen auf exponierten Lagen über den gesamten Festungsraum. Für sie wurden permanent verkabelte Verbindungen für die Feuerleitung der Artillerie erstellt. Mitte Mai 1940, als die Wehrmacht einen Überfall auf die Schweiz vortäuschte, wurde erstmals der provisorische Kommandoposten Berschis bezogen und die ersten Festungsartilleriekompanien gegründet. Im Juli 1940 war der erste Panzerturm in Furggels schussbereit.
Mit dem Reduitbefehl vom 17. Juli 1940, der den weiteren Ausbau der Grenzfestigungen stoppte, wurde Sargans zur östlichen Verankerung des Reduits. Zur Verstärkung wurden vier weitere Panzertürme und die Kommandoposten Nordfront und Festung Sargans bewilligt. Zum Abschluss der Westfront waren nicht genügend finanzielle Mittel vorhanden. Der Einsatz der knappen finanziellen Mittel für den Vorposten Sargans führte immer wieder zu Diskussionen, weil diese beim eigentlichen Zentralraum eingespart werden mussten. Generalstabschef Jakob Huber setzte sich für den Ausbau von Sargans und insbesondere dessen Südfront (bis Trimmis) ein, weil ohne diese die noch offene Ostflanke der Festung Gotthard vom Gegner eingedrückt werden könnte.
Nach der Kapitulation Italiens wurde am 12. September 1943 wegen der Gefahr des Durchmarsches deutscher Truppen die Südfront mobilisiert. In Sargans rückten 21'000 Mann ein und bezogen erstmals auch die grossen neuen Artilleriewerke. Bei Kriegsende war aus dem bisher unbefestigten Talkessel von Sargans in nur sechs Jahren eine dritte Landesbefestigung im Fels errichtet worden. Der Bau des ganzen Festungswerks Sargans kostete damals rund 41 Mio. Franken.

## Kalter Krieg

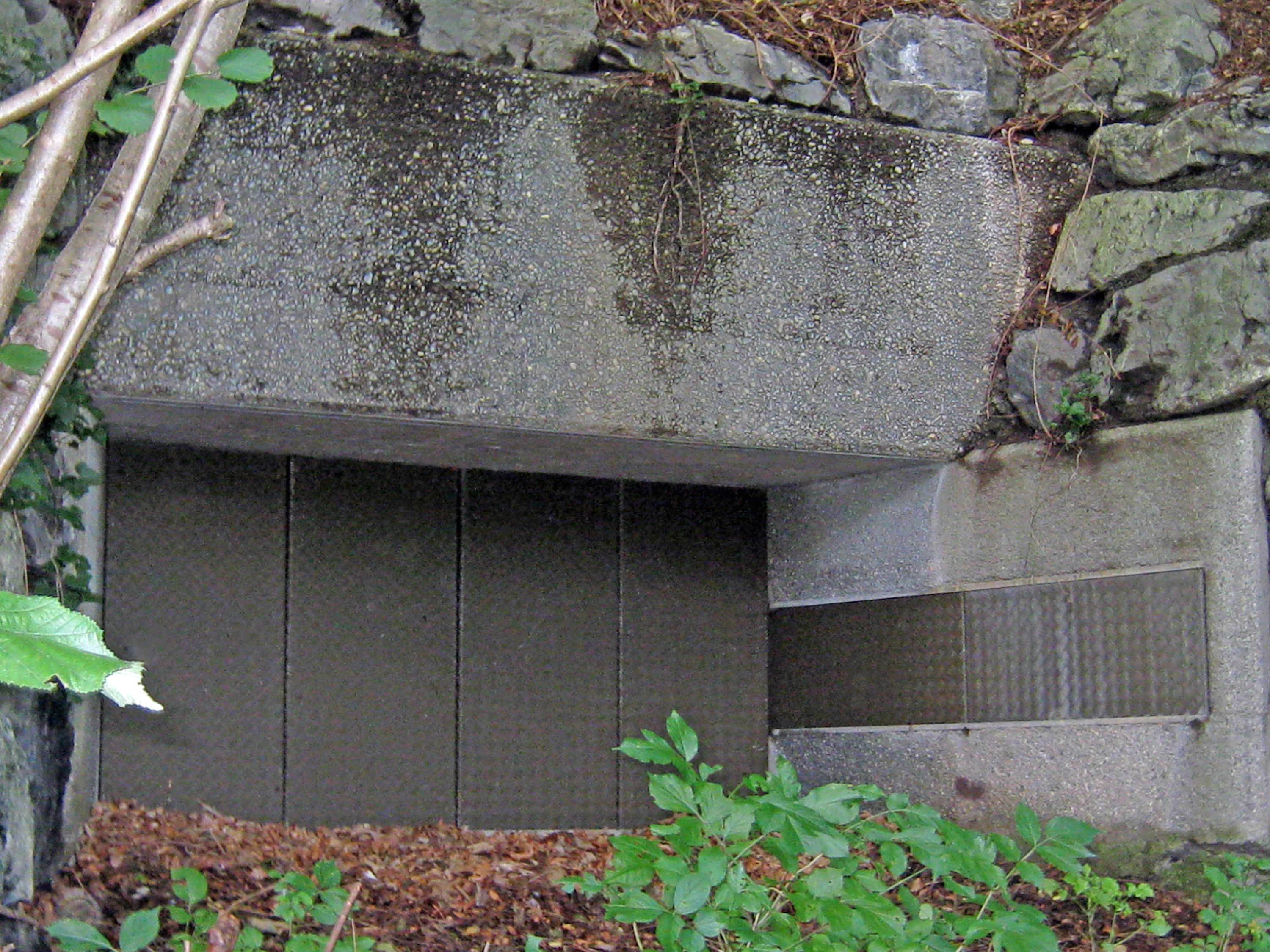
Centi Bunker A 6182 Schollberg Nord, Sargans

Nach Kriegsende wurde bis Ende 1946 der Ausbau der Werke Furggels und Tschingel abgeschlossen sowie das neue Artilleriewerk Schollberg 3 erstellt. Bis 1997 und insbesondere mit der Truppenordnung 61 folgten zahlreiche Projekte zum Unterhalt, zur Kampfkraftsteigerung und zum AC-Schutz. Im Festungsbau fand ein Paradigmawechsel von den grossen Felswerken zu kleinen Monoblockanlagen mit wenig Besatzung und kompakter Bauweise statt.
1962 wurde das Dispositiv Schollberg-Sarganserauen mit Anlagen zur Flutung der nördlichen Sarganserebene ergänzt.
1993 wurden zwei Centi Bunker mit 10,5 cm Kanone und ein modernes Geländepanzerhindernis (GPH 66) ins Abwehrsystem der Sarganserau eingefügt. Im gleichen Jahr wurde zum letzten Mal mit Turmkanonen geschossen. In der Nordfront wurde 1994 ein weiterer 12 cm Festungsminenwerfer 1959 in Betrieb genommen.
Mit dem Rüstungsprogramm 1993 wurden acht BISON-Geschützbunker auf die Festungsräume St. Maurice, Gotthard und Sargans verteilt. Jede Batterie hatte zwei Monoblockbunker mit je zwei 15,5 cm Festungskanonen 89 L52 BISON. Die Bison-Batterien konnten dank ihrer Feuerkraft und mit ihren selbstzielsuchenden Granaten den Verlust der aufgehobenen Festungen mehr als ausgleichen.

## Armee 95
Die am 1. Januar 1995 in Kraft getretene Armeereform 95 brachte die tiefgreifendsten Veränderungen für die Festungstruppen in der ganzen Schweiz. Alle Grenz- und Reduitbrigaden wurden aufgelöst und die Festungsbrigaden mit reduzierter Truppenstärke umstrukturiert. Der Verteidigungsauftrag für die Festung Sargans musste auf das Sperren des Raumes eingegrenzt und die Südfront musste aufgegeben werden. Alle Werke ausser Furggels und Tschingel wurden als Kampfanlagen aufgegeben. Einzelne wurden zu Festungsmuseen. Mit der Schliessung von Furggels und Tschingel 1999 verlor Sargans die Festungsartillerie und die grosskalibrige Artillerie.

## Armee XXI
Die Armeereform XXI bedeutete das endgültige Ende der Festung Sargans und der Festungsbrigade 13 per Ende 2002.
2010 wurde die Geheimhaltung für den Kommandoposten der Reduit-Schlüsselfront Schollberg-Sarganserau-Tschingel, den KP Vild, als letztes Objekt in diesem Abschnitt aufgehoben. Er wurde von der Ortsgemeinde Sargans erworben und vom Artillerie-Fort-Verein-Magletsch wieder in Stand gestellt und gewartet.
Im Juni 2011 wurde die Festungartillerieabteilung 13, die für alle Bison und Festungsminenwerfer zuständig war, per Bundesratsbeschluss aufgelöst.

## Festungen und Sperrstellen des Festungsraums Sargans (geografisch, Sperrstellen von nationaler Bedeutung mit *)

### Nord
- Sperrstelle Plattis Wartau 1304*
- Sperrstelle Magletsch 1305*

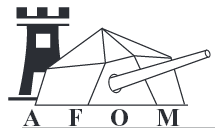
Artillerie-Fort-Verein-Magletsch

- Artilleriewerk Festung Magletsch A 6020, Wartau (heute Truppenunterkunft und Museum)
- Sperrstelle Schollberg 1306*
- Artilleriewerk Festung Schollberg A 6100, Trübbach (Führungen)
- Sperrstelle Sarganserau 1307*

### Ost
- Sperrstelle Ellhorn 1307*[9]
- Sperrstelle Ansstein 1316*[10]
- Artilleriewerk Ansstein A 6256

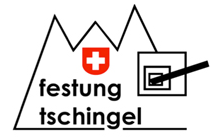
Verein Festung Tschingel

- Artilleriewerk Tschingel A 6225 (Führungen)
- Sperrstelle St. Luzisteig 1317*[11]
- Artilleriekavernen Römerstrasse A 6212
- Sperrstelle Fläsch 1318[12]
- Sperrstelle Gadenstätt–Stelserberg–St. Antönien 1284[13]
- Sperrstelle Schlappin 1285
- Sperrstelle Pardenn 1236
- Sperrstelle Laret 1237

### West
- Sperrstelle Seeztal 1310
- Sperrstelle Mels-Heiligkreuz 1308
- Artilleriewerk Festung Passati A 6375 (Gegenwerk zu Castels)
- Sperrstelle Mels-Castels 1309
- Artilleriewerk Festung Castels A 6400, Mels

### Süd
- Sperrstelle Bad Ragaz 1319

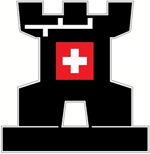
Festung Furggels

- Artilleriewerk Tamina A 6370 (Gegenwerk zu Tschingel)
- Sperrstelle Pfäfers 1315
- Sperrstelle Furkels/Furggels 1313
- Artilleriewerk Furggels A 6355, St. Margretenberg, Gemeinde Pfäfers (Museum)
- Sperrstelle St. Peter/Garschlichopf 1314
- Sperrstelle Mastrils 1320
- Artilleriewerk Nussloch A 6330
- Sperrstelle Chlus 1321*
- Sperrstelle Untervaz 1323
- Artilleriewerk Haselboden A 6325
- Sperrstelle Trimmis 1322[14]
- Artilleriewerk Molinära A 6315 (Gegenwerk zum Haselboden)

### Bewaffnung mit 10,5 und 15 cm Kanonen
- Furggels: vier 10,5 cm Turmkanonen 39, L52 (1940), vier 15 cm Kanonen 46, L42 HL (1947)
- Castels: drei 10,5 cm Turmkanonen 39, L52 (1941, 1943), 2 × 2 8,1 cm Festungsminenwerfer
- Magletsch: drei 10,5 cm Turmkanonen 39 L52 (1940), zwei 8,1 cm Festungsminenwerfer
- Tschingel: vier 10,5 cm Kanonen 39/46 L52 (1943, 1947)
- 15,5 cm Festungskanonen 89 L52 Bison

## Festungsmuseen und Vereine
- Festungsvereine: Artillerie-Fort-Verein-Magletsch AFOM, Verein Festung Tschingel
- Festungsmuseen und/oder Führungen: Furggels, Magletsch, Schollberg, KP Vild, Tschingel
- Militärmuseum St. Luzisteig: Die Vorgeschichte der Festung, Ausbildungsstätte der Traintruppen, geht bis ins 15. Jahrhundert zurück.[15]